# Eredivisie ijshockey bekercompetitie 2010/11
De Eredivisie ijshockey bekercompetitie 2010/11 was het ijshockeybekertoernooi dat georganiseerd werd door de Nederlandse IJshockey Bond en waarin de Nederlandse clubs deelnamen die in het seizoen 2010/11 in de North Sea Cup speelden.
De bekercompetitie ging van start op vrijdag 24 september en eindigde op 26 oktober. Hierna speelden de nummers 1 tot en met 4 in de halve finale in een 'best-of-three'. De finale werd op woensdag 19 januari 2011 in het IJssportcentrum Stappegoor
in Tilburg gespeeld.
Destil Trappers Tilburg veroverde voor de twaalfde keer in hun geschiedenis de beker door in de finale HYS The Hague met 6-3 te verslaan.

## Competitie
Deelnemers
Dit jaar namen er zeven clubs aan deel. Ten opzichte van het seizoen 2009/10 was Zoetermeer Panthers nieuw en ontbraken Amstel Tijgers Amsterdam en Groningen Grizzlies.
Puntentelling
Een gewonnen wedstrijd leverde drie punten op. Bij een gelijkspel volgde een verlenging (4-tegen-4) van maximaal vijf minuten, eventueel gevolgd door een shoot-out. Het team dat scoorde won de wedstrijd met één doelpunt verschil. De winnaar kreeg twee punten, de verliezer één punt.

### Eindstand
| \| # \| Club \| AW \| WP \| GW \| GV \| V \| Pnt \| v-t \| \| - \| -------------------------- \| -- \| -- \| -- \| -- \| - \| --- \| ----- \| \| 1 \| HYS The Hague \| 12 \| 9 \| 1 \| 0 \| 2 \| 29 \| 60-29 \| \| 2 \| Destil Trappers Tilburg \| 12 \| 6 \| 2 \| 0 \| 4 \| 22 \| 45-34 \| \| 3 \| Eindhoven Kemphanen \| 12 \| 7 \| 0 \| 0 \| 5 \| 21 \| 50-40 \| \| 4 \| Zoetermeer Panthers \| 12 \| 4 \| 1 \| 3 \| 4 \| 17 \| 44-51 \| \| 5 \| Ruijters Eaters Geleen \| 12 \| 5 \| 0 \| 0 \| 7 \| 15 \| 33-47 \| \| 6 \| Romijnders Devils Nijmegen \| 12 \| 4 \| 0 \| 1 \| 7 \| 13 \| 42-49 \| \| 7 \| A6.nl Flyers Heerenveen \| 12 \| 2 \| 1 \| 1 \| 8 \| 3 * \| 28-52 \| * Heerenveen kreeg zes punten in mindering vanwege het opstellen van een niet speelgerechtigde speler. | Legenda AW = aantal wedstrijden WP = winstpartij (3 punten) GW = gelijk en gewonnen na verlenging (2 punten) GV = gelijk en verloren na verlenging (1 punt) V = verloren partij (0 punten) Pnt = totaal punten v-t = doelpunten voor/tegen |    |    |    |    |   |     |       |
| # | Club | AW | WP | GW | GV | V | Pnt | v-t   |
| 1 | HYS The Hague | 12 | 9  | 1  | 0  | 2 | 29  | 60-29 |
| 2 | Destil Trappers Tilburg | 12 | 6  | 2  | 0  | 4 | 22  | 45-34 |
| 3 | Eindhoven Kemphanen | 12 | 7  | 0  | 0  | 5 | 21  | 50-40 |
| 4 | Zoetermeer Panthers | 12 | 4  | 1  | 3  | 4 | 17  | 44-51 |
| 5 | Ruijters Eaters Geleen | 12 | 5  | 0  | 0  | 7 | 15  | 33-47 |
| 6 | Romijnders Devils Nijmegen | 12 | 4  | 0  | 1  | 7 | 13  | 42-49 |
| 7 | A6.nl Flyers Heerenveen | 12 | 2  | 1  | 1  | 8 | 3 * | 28-52 |

### Uitslagen
| Datum | Thuisteam           | Uitslag | periodestanden | Uitteam             |
| ----- | ------------------- | ------- | -------------- | ------------------- |
| 24/09 | HYS The Hague       | 6-5     | 0-2, 4-3, 2-0  | Heerenveen Flyers   |
| 25/09 | Heerenveen Flyers   | 2-5     | 0-2, 0-1, 2-2  | Zoetermeer Panthers |
| 25/09 | Eindhoven Kemphanen | 5-4     | 1-2, 2-1, 2-1  | Tilburg Trappers    |
| 26/09 | Eaters Geleen       | 6-3     | 2-1, 2-1, 2-1  | Nijmegen Devils     |
| 28/09 | HYS The Hague       | 5-3     | 0-0, 0-3, 5-0  | Nijmegen Devils     |
| 29/09 | Heerenveen Flyers   | 2-6     | 2-2, 0-1, 0-3  | Tilburg Trappers    |
| 01/10 | HYS The Hague       | 6-2     | 1-1, 2-1, 3-0  | Eindhoven Kemphanen |
| 01/10 | Nijmegen Devils     | 4-3     | 2-1, 0-0, 2-2  | Tilburg Trappers    |
| 02/10 | Zoetermeer Panthers | 7-3     | 4-1, 2-2, 1-0  | Eaters Geleen       |
| 02/10 | Eindhoven Kemphanen | 7-1     | 4-1, 2-0, 1-0  | Heerenveen Flyers   |
| 03/10 | Eaters Geleen       | 1-4     | 0-1, 0-3, 1-0  | HYS The Hague       |
| 03/10 | Tilburg Trappers    | 4-3 nv  | 1-1, 1-1, 1-1  | Zoetermeer Panthers |
| 05/10 | Tilburg Trappers    | 3-2     | 2-1, 1-1, 0-0  | HYS The Hague       |
| 06/10 | Heerenveen Flyers   | 3-1     | 1-0, 1-1, 1-0  | Eaters Geleen       |
| 06/10 | Zoetermeer Panthers | 3-1     | 0-0, 0-0, 3-1  | Eindhoven Kemphanen |
| 08/10 | HYS The Hague       | 1-4     | 1-1, 0-0, 0-3  | Tilburg Trappers    |
| 08/10 | Nijmegen Devils     | 3-4     | 1-0, 0-2, 2-2  | Eaters Geleen       |
| 09/10 | Zoetermeer Panthers | 4-5 nv  | 0-2, 3-0, 1-2  | Heerenveen Flyers   |
| 09/10 | Eaters Geleen       | 1-5     | 0-0, 1-1, 0-4  | Eindhoven Kemphanen |
| 10/10 | Eindhoven Kemphanen | 7-4     | 2-1, 2-1, 3-2  | Zoetermeer Panthers |
| 10/10 | Tilburg Trappers    | 6-4     | 3-1, 1-1, 2-2  | Nijmegen Devils     |

| Datum | Thuisteam           | Uitslag | periodestanden | Uitteam             |
| ----- | ------------------- | ------- | -------------- | ------------------- |
| 12/10 | Tilburg Trappers    | 1-0     | 0-0, 1-0, 0-0  | Heerenveen Flyers   |
| 12/10 | Nijmegen Devils     | 2-5     | 0-0, 0-3, 2-2  | Eindhoven Kemphanen |
| 13/10 | Zoetermeer Panthers | 2-9     | 1-2, 1-3, 0-4  | HYS The Hague       |
| 15/10 | HYS The Hague       | 4-1     | 0-0, 2-1, 2-0  | Zoetermeer Panthers |
| 15/10 | Tilburg Trappers    | 4-7     | 0-3, 1-2, 3-2  | Eindhoven Kemphanen |
| 16/10 | Heerenveen Flyers   | 0-6     | 0-3, 0-2, 0-1  | Nijmegen Devils     |
| 16/10 | Zoetermeer Panthers | 2-3 nv  | 0-1, 1-1, 1-0  | Tilburg Trappers    |
| 16/10 | Eindhoven Kemphanen | 3-4     | 1-2, 0-1, 2-1  | Eaters Geleen       |
| 17/10 | Nijmegen Devils     | 1-6     | 0-0, 1-5, 0-1  | HYS The Hague       |
| 17/10 | Eaters Geleen       | 6-2     | 0-0, 4-2, 2-0  | Heerenveen Flyers   |
| 19/10 | Eaters Geleen       | 3-2     | 2-0, 0-2, 1-0  | Tilburg Trappers    |
| 20/10 | Heerenveen Flyers   | 4-5 nv  | 1-1, 1-1, 2-2  | HYS The Hague       |
| 20/10 | Eindhoven Kemphanen | 4-2     | 0-1, 2-1, 2-0  | Nijmegen Devils     |
| 22/10 | HYS The Hague       | 7-0     | 3-0, 1-0, 3-0  | Eaters Geleen       |
| 22/10 | Nijmegen Devils     | 5-2     | 2-1, 1-1, 2-0  | Heerenveen Flyers   |
| 23/10 | Zoetermeer Panthers | 3-5     | 1-1, 0-3, 2-1  | Nijmegen Devils     |
| 23/10 | Eindhoven Kemphanen | 3-5     | 0-1, 0-2, 3-2  | HYS The Hague       |
| 24/10 | Eaters Geleen       | 4-5     | 2-0, 1-4, 1-1  | Zoetermeer Panthers |
| 24/10 | Heerenveen Flyers   | 4-1     | 1-0, 2-0, 1-1  | Eindhoven Kemphanen |
| 26/10 | Tilburg Trappers    | 5-1     | 2-1, 2-0, 1-0  | Eaters Geleen       |
| 26/10 | Nijmegen Devils     | 4-5 nv  | 1-2, 3-0, 0-2  | Zoetermeer Panthers |

## Halve finale
De halve finale werd door middel van een 'best-of-three' gespeeld.
| Datum | Thuisteam            | Uitslag | periodestanden | Uitteam             |
| ----- | -------------------- | ------- | -------------- | ------------------- |
| 29/10 | HYS The Hague        | 7-1     | 1-0, 3-1, 3-0  | Zoetermeer Panthers |
| 30/10 | Zoetermeer Pantheers | 0-7     | 0-2, 0-1, 0-4  | HYS The Hague       |

| Datum | Thuisteam           | Uitslag | periodestanden | Uitteam             |
| ----- | ------------------- | ------- | -------------- | ------------------- |
| 29/10 | Tilburg Trappers    | 4-3 nv  | 1-0, 1-2, 1-1  | Eindhoven Kemphanen |
| 31/10 | Eindhoven Kemphanen | 2-6     | 0-4, 2-1, 0-1  | Tilburg Trappers    |

## Finale
| Datum | Plaats                      | Winnaar                                   | Uitslag | periodestanden | Verliezer     |
| --- | --------------------------- | ----------------------------------------- | ------- | -------------- | ------------- |
| 19/01 | Tilburg                     | Tilburg Trappers                          | 6-3     | 1-0, 0-1, 5-2  | HYS The Hague |
| |                             | Peter van Biezen ('12)                    | 1-0     |                |               |
| | 1-1                         | ('27) John Gordon                         |         |                |               |
| Steven Yetman ('43) Scotty Balan ('45) Scotty Balan ('49) Diederick Hagemeijer ('58) Casey van Schagen ('59) | 2-1 3-1 3-2 4-2 4-3 5-3 6-3 | ('46) Mike Bourgogne ('57) Tony Demelinne |         |                |               |